# Oorlogsdecoratie
Een oorlogsdecoratie (Duits: "Kriegsdekoration") is een versiersel waaruit blijkt dat de onderscheiding in oorlogstijd werd verleend. Met name bij Oostenrijkse orden zoals de Orde van de IJzeren Kroon komen na 1860 oorlogsdecoraties op kruisen voor in de vorm van kleine lauwertakken. De sterren dragen een grote krans van eikenblad en lauwerblad onder het opgelegde kruis. In Nederland komen oorlogsdecoraties niet voor. In België koos men ervoor om de linten van de in oorlogstijd verleende orden van een middenstreep te voorzien. In Oostenrijk zien we de oorlogsdecoratie ook op de versierselen van het Ereteken voor Verdienste voor het Rode Kruis, de Leopoldsorde en de Frans-Jozef Orde. In Hongarije bleef de traditie van de oorlogsdecoratie op de kruisen van de Orde van Verdienste nog tot 1945 bestaan.
De oorlogsdecoratie, een lichtgroen geëmailleerde lauwerkrans werd voor de Ie Klasse van de Orde van de IJzeren Kroon in twee vormen verleend; een brede groene krans rond het medaillon op de ster of een grote gouden krans tussen de armen van de achtpuntige ster. Wanneer een drager van de oorlogsdecoratie het grootkruis kreeg toegekend werd de ster voorzien van groene lauwerkrans rond het medaillon. Grootkruisen die in oorlogstijd voor verdienste aan het front ("oog in oog met de vijand" schreef het statuut van de Orde) werden verleend kregen een grote gouden lauwerkrans in de armen van de achtpuntige ster.